# Richard Lee Armitage
Pour les articles homonymes, voir Richard Lee (homonymie), Lee et Armitage.
Cet article concerne l'homme politique américain. Pour l'acteur britannique, voir Richard Armitage.
Richard Lee Armitage, né à Wellesley (Massachusetts) le 26 avril 1945 et mort le 13 avril 2025 à Arlington (Virginie), est un homme politique américain.

## Carrière
Richard Armitage est le treizième United States Deputy Secretary of State, assistant du secrétaire d'État des États-Unis, de 2001 à 2005, après avoir été haut fonctionnaire au département d'État où il a participé à la mise au point de l'opération Provide Hope d'aide humanitaire envers l'ancienne URSS et au département de la Défense.